# Grotte de Thien Duong
La grotte de Thien Duong ou grotte de Paradis (en vietnamien : Hang Thiên Đường) se trouve dans le district de Bo Trach, dans le nord de Đồng Hới, dans la province de Quảng Bình au Viêt Nam. Elle fait partie du parc national de Phong Nha-Kẻ Bàng, près de la frontière avec le Laos. Elle a été découverte en 2005 par une équipe de spéléologues de l’Association royale de Grande-Bretagne.
Elle est plus grande et probablement plus ancienne que la grotte voisine de Phong Nha,.

## Description de la grotte
La taille de Hang Thien Duong serait estimée à plus de 31 kilomètres de long, avec notamment une galerie ininterrompue de 150 mètres de haut sur 100 mètres de large, soit au total deux fois les dimensions de la Grotte de Phong Nha.

## Découverte
Le site a été découvert par Hô Khanh en 2005. Ce dernier a aidé les scientifiques britanniques à découvrir l'entrée et à explorer pour la première fois la grotte en avril 2010. 